# Project Euler
Project Euler est un site web proposant une série de problèmes mathématiques de différents types (probabilités, dénombrement, cryptographie, etc.) conçus pour être résolus à l'aide de programmes informatiques. Le but du projet est d'attirer des adultes et des élèves intéressés par les mathématiques et l’informatique. Il comprend actuellement plus de 940 problèmes, de difficultés variables (0% pour les plus faciles et 100% pour les plus durs), chacun pouvant être résolu en principe en moins d'une minute par un algorithme efficace sur un ordinateur de puissance modeste. De nouveaux problèmes sont progressivement ajoutés, actuellement au rythme d'un toutes les une \ deux semaines, depuis la création du site en 2001. Un forum spécifique à chaque problème est accessible aux utilisateurs qui l'ont résolu, pour pouvoir partager leur code ou discuter du problème. Une section Scores classe également les membres selon le nombre de problèmes résolus. Il existe quatorze niveaux de classement selon le nombre de problèmes résolus, ainsi qu'un classement spécial basé sur la vitesse de résolution des derniers problèmes parus.
En octobre 2001 le site est créé et est une section du site mathschallenge.net et en 2006 il a eu le droit à son propre nom de domaine, plus de 1 000 000 utilisateurs se sont enregistrés sur le site. 

## Exemple de problème et solutions
Une traduction du premier problème est :

« Si on liste tous les entiers naturels inférieurs à 10 qui sont multiples de 3 ou de 5, on obtient 3, 5, 6 et 9. La somme de ces nombres est 23. Trouvez la somme de tous les multiples de 3 ou de 5 inférieurs à 1 000. »

Bien que ce problème soit l'un des plus simples du site, il permet d'illustrer le gain de temps potentiel d'un algorithme efficace par rapport à un algorithme naïf. L'algorithme brute-force examine chaque entier naturel inférieur à 1 000 et actualise la somme de ceux qui remplissent les critères. Cette méthode est facile à implémenter ; en pseudo-code, cela peut s'écrire :
```
initialiser SOMME à 0;
  pour n variant de 1 à 999 faire
    si n est un multiple de 3 ou de 5 alors // Autrement dit si n est divisible par 3 ou par 5
      ajouter n à SOMME;
  fait;
renvoyer SOMME

```

Cependant, pour les problèmes plus complexes, trouver un algorithme efficace devient indispensable. Pour cet exemple, nous pouvons réduire 1 000 opérations à quelques-unes en utilisant le principe d'inclusion-exclusion et une formule de sommation :
{\textstyle \mathrm {sum} _{\text{3 ou 5}}(n+1)=\mathrm {sum} _{3}(n+1)+\mathrm {sum} _{5}(n+1)-\mathrm {sum} _{15}(n+1)}
{\displaystyle ={\frac {3}{2}}\left(\left\lfloor {\frac {n}{3}}\right\rfloor \left(\left\lfloor {\frac {n}{3}}\right\rfloor +1\right)\right)+{\frac {5}{2}}\left(\left\lfloor {\frac {n}{5}}\right\rfloor \left(\left\lfloor {\frac {n}{5}}\right\rfloor +1\right)\right)-{\frac {15}{2}}\left(\left\lfloor {\frac {n}{15}}\right\rfloor \left(\left\lfloor {\frac {n}{15}}\right\rfloor +1\right)\right)}
{\displaystyle =\sum _{i=1}^{\lfloor {\frac {n}{3}}\rfloor }3i+\sum _{i=1}^{\lfloor {\frac {n}{5}}\rfloor }5i-\sum _{i=1}^{\lfloor {\frac {n}{15}}\rfloor }15i}
Où {\displaystyle \mathrm {sum} _{k}(n+1)} désigne la somme des multiples de {\displaystyle k} inférieurs à {\displaystyle n+1} et {\displaystyle \lfloor .\rfloor } désigne l'arrondi à l'entier inférieur.
Implémentation en Python :
```
def
 
sum_1_to_n
(
n
):

   
return
 
n
 
*
 
(
n
 
+
 
1
)
 
/
 
2

def
 
sum_multiples
(
limit
,
 
a
):

   
return
 
sum_1_to_n
((
limit
 
-
 
1
)
 
//
 
a
)
 
*
 
a

sum_multiples
(
1000
,
 
3
)
 
+
 
sum_multiples
(
1000
,
 
5
)
 
-
 
sum_multiples
(
1000
,
 
15
)

```

Grâce à cet algorithme, la solution pour une borne supérieure à 10 000 000 peut être obtenue presque aussi rapidement que pour 1 000. En notation de Landau, l'algorithme brute-force est en O(n) tandis que l'algorithme efficace est en O(1) (si on considère que le coût des opérations arithmétiques est constant).

## Traductions du Projet Euler
À ce jour, il existe différentes traductions du Projet Euler (classées par ordre alphabétique) :
| Langue                      | Lien |
| --------------------------- | --- |
| • A                         | |
| Anglais (Langue officielle) | https://projecteuler.net |
| Allemand                    | http://projekteuler.de/ |
| • C                         | |
| Chinois                     | Website 1: https://pe-cn.github.io/ Website 2: http://pe.spiritzhang.com/                                                     |
| Coréen                      | http://euler.synap.co.kr/ |
| • F                         | |
| Français                    | https://projet-euler.fr https://web.archive.org/web/20120310103855/http://toprog.fr.nf/index.php?Page=Exercices&Section=Euler |
| • P                         | |
| Persan                      | https://marhale3.github.io/                                                                                                   |
| • R                         | |
| Roumain                     | http://projecteuler.radumurzea.net/                                                                                           |
| Russe                       | http://euler.jakumo.org/ |